# Deltagare i Tour de France 2005
Deltagare i Tour de France 2005
DNF betyder att cyklisten bröt Tour de France 2005.
| Discovery Channel             | Discovery Channel | Discovery Channel | Discovery Channel | Discovery Channel |
| ----------------------------- | ----------------- | ----------------- | ----------------- | ----------------- |
| Nr                            |                   | Ålder             |                   | Position          |
| 1                             | Lance Armstrong   | 33                | USA               | DSK               |
| 2                             | José Azevedo      | 31                | Portugal          | 30                |
| 3                             | Manuel Beltrán    | 34                | Spanien           | DNF               |
| 4                             | George Hincapie   | 32                | USA               | DSK               |
| 5                             | Benjamín Noval    | 26                | Spanien           | 107               |
| 6                             | Pavel Padrnos     | 34                | Tjeckien          | 95                |
| 7                             | Jaroslav Popovytj | 25                | Ukraina           | 12                |
| 8                             | José Luis Rubiera | 32                | Spanien           | 35                |
| 9                             | Paolo Savoldelli  | 32                | Italien           | 25                |
| Sportdirektör: Johan Bruyneel |                   |                   |                   |                   |

| T-Mobile Team               | T-Mobile Team       | T-Mobile Team | T-Mobile Team | T-Mobile Team |
| --------------------------- | ------------------- | ------------- | ------------- | ------------- |
| Nr                          |                     | Ålder         |               | Position      |
| 11                          | Jan Ullrich         | 31            | Tyskland      | DSK           |
| 12                          | Giuseppe Guerini    | 35            | Italien       | 20            |
| 13                          | Matthias Kessler    | 26            | Tyskland      | 57            |
| 14                          | Andreas Klöden      | 30            | Tyskland      | DNF           |
| 15                          | Daniele Nardello    | 32            | Italien       | 55            |
| 16                          | Stephan Schreck     | 27            | Tyskland      | 86            |
| 17                          | Óscar Sevilla       | 28            | Spanien       | 18            |
| 18                          | Tobias Steinhauser  | 33            | Tyskland      | 81            |
| 19                          | Aleksandr Vinokurov | 31            | Kazakstan     | 5             |
| Sportdirektör: Mario Kummer |                     |               |               |               |

| Team CSC                   | Team CSC          | Team CSC | Team CSC   | Team CSC |
| -------------------------- | ----------------- | -------- | ---------- | -------- |
| Nr                         |                   | Ålder    |            | Position |
| 21                         | Ivan Basso        | 27       | Italien    | 2        |
| 22                         | Kurt-Asle Arvesen | 30       | Norge      | 89       |
| 23                         | Bobby Julich      | 33       | USA        | 17       |
| 24                         | Giovanni Lombardi | 36       | Italien    | 118      |
| 25                         | Luke Roberts      | 28       | Australien | 102      |
| 26                         | Carlos Sastre     | 30       | Spanien    | 21       |
| 27                         | Nicki Sørensen    | 30       | Danmark    | 71       |
| 28                         | Jens Voigt        | 33       | Tyskland   | DNF      |
| 29                         | David Zabriskie   | 26       | USA        | DNF      |
| Sportdirektör: Bjarne Riis |                   |          |            |          |

| Illes Balears IBA            | Illes Balears IBA     | Illes Balears IBA | Illes Balears IBA | Illes Balears IBA |
| ---------------------------- | --------------------- | ----------------- | ----------------- | ----------------- |
| Nr                           |                       | Ålder             |                   | Position          |
| 31                           | Francisco Mancebo     | 29                | Spanien           | 4                 |
| 32                           | José Luis Arrieta     | 34                | Spanien           | 74                |
| 33                           | David Arroyo          | 25                | Spanien           | 53                |
| 34                           | Daniel Becke          | 27                | Tyskland          | 152               |
| 35                           | Isaac Gálvez          | 30                | Spanien           | DNF               |
| 36                           | Vicente García Acosta | 32                | Spanien           | 148               |
| 37                           | Vladimir Karpets      | 24                | Ryssland          | 50                |
| 38                           | Alejandro Valverde    | 25                | Spanien           | DNF               |
| 39                           | Xabier Zandio         | 28                | Spanien           | 22                |
| Sportdirektör: Eusebio Unzué |                       |                   |                   |                   |

| Davitamon-Lotto              | Davitamon-Lotto    | Davitamon-Lotto | Davitamon-Lotto | Davitamon-Lotto |
| ---------------------------- | ------------------ | --------------- | --------------- | --------------- |
| Nr                           |                    | Ålder           |                 | Position        |
| 41                           | Robbie McEwen      | 33              | Australien      | 134             |
| 42                           | Mario Aerts        | 30              | Belgien         | 112             |
| 43                           | Christophe Brandt  | 28              | Belgien         | 56              |
| 44                           | Cadel Evans        | 28              | Australien      | 8               |
| 45                           | Axel Merckx        | 32              | Belgien         | 39              |
| 46                           | Fred Rodriguez     | 31              | USA             | 132             |
| 47                           | Léon van Bon       | 33              | Nederländerna   | DNF             |
| 48                           | Johan Van Summeren | 24              | Belgien         | 136             |
| 49                           | Wim Vansevenant    | 33              | Belgien         | 154             |
| Sportdirektör: Marc Sergeant |                    |                 |                 |                 |

| Rabobank                                      | Rabobank          | Rabobank | Rabobank      | Rabobank |
| --------------------------------------------- | ----------------- | -------- | ------------- | -------- |
| Nr                                            |                   | Ålder    |               | Position |
| 51                                            | Denis Mensjov     | 27       | Ryssland      | 85       |
| 52                                            | Michael Boogerd   | 33       | Nederländerna | 24       |
| 53                                            | Erik Dekker       | 34       | Nederländerna | 109      |
| 54                                            | Karsten Kroon     | 29       | Nederländerna | 135      |
| 55                                            | Gerben Löwik      | 28       | Nederländerna | DNF      |
| 56                                            | Joost Posthuma    | 24       | Nederländerna | 83       |
| 57                                            | Michael Rasmussen | 31       | Danmark       | 7        |
| 58                                            | Marc Wauters      | 36       | Belgien       | 140      |
| 59                                            | Pieter Weening    | 24       | Nederländerna | 72       |
| Sportdirektörer: Erik Breukink, Frank Maassen |                   |          |               |          |

| Phonak Hearing Systems     | Phonak Hearing Systems | Phonak Hearing Systems | Phonak Hearing Systems | Phonak Hearing Systems |
| -------------------------- | ---------------------- | ---------------------- | ---------------------- | ---------------------- |
| Nr                         |                        | Ålder                  |                        | Position               |
| 61                         | Santiago Botero        | 32                     | Colombia               | 51                     |
| 62                         | Bert Grabsch           | 30                     | Tyskland               | 103                    |
| 63                         | José Enrique Gutiérrez | 27                     | Spanien                | 49                     |
| 64                         | Robert Hunter          | 28                     | Sydafrika              | DNF                    |
| 65                         | Nicolas Jalabert       | 32                     | Frankrike              | 138                    |
| 66                         | Floyd Landis           | 29                     | USA                    | 9                      |
| 67                         | Alexandre Moos         | 32                     | Schweiz                | 42                     |
| 68                         | Oscar Pereiro          | 27                     | Spanien                | 10                     |
| 69                         | Steve Zampieri         | 28                     | Schweiz                | DNF                    |
| Sportdirektör: Álvaro Pino |                        |                        |                        |                        |

| Fassa Bortolo                     | Fassa Bortolo       | Fassa Bortolo | Fassa Bortolo | Fassa Bortolo |
| --------------------------------- | ------------------- | ------------- | ------------- | ------------- |
| Nr                                |                     | Ålder         |               | Position      |
| 71                                | Fabian Cancellara   | 24            | Schweiz       | 128           |
| 72                                | Lorenzo Bernucci    | 25            | Italien       | 62            |
| 73                                | Claudio Corioni     | 22            | Italien       | DNF           |
| 74                                | Mauro Facci         | 23            | Italien       | 144           |
| 75                                | Juan Antonio Flecha | 27            | Spanien       | 73            |
| 76                                | Dario Frigo         | 31            | Italien       | DNF           |
| 77                                | Massimo Giunti      | 30            | Italien       | 80            |
| 78                                | Volodymyr Gustov    | 28            | Ukraina       | 104           |
| 79                                | Kim Kirchen         | 27            | Luxemburg     | DNF           |
| Sportdirektör: Giancarlo Ferretti |                     |               |               |               |

| Saunier Duval-Prodir                   | Saunier Duval-Prodir | Saunier Duval-Prodir | Saunier Duval-Prodir | Saunier Duval-Prodir |
| -------------------------------------- | -------------------- | -------------------- | -------------------- | -------------------- |
| Nr                                     |                      | Ålder                |                      | Position             |
| 81                                     | Juan Manuel Gárate   | 29                   | Spanien              | 66                   |
| 82                                     | Rubens Bertogliati   | 26                   | Schweiz              | 92                   |
| 83                                     | David Cañada         | 30                   | Spanien              | 63                   |
| 84                                     | Nicolas Fritsch      | 26                   | Frankrike            | DNF                  |
| 85                                     | Jose Angel Gómez     | 25                   | Spanien              | DNF                  |
| 86                                     | Christopher Horner   | 33                   | USA                  | 33                   |
| 87                                     | Leonardo Piepoli     | 33                   | Italien              | 23                   |
| 88                                     | Manuel Quinziato     | 25                   | Italien              | 131                  |
| 89                                     | Constantino Zaballa  | 27                   | Spanien              | DNF                  |
| Sportdirektör: Joxean Fernandez Matxin |                      |                      |                      |                      |

| Liberty Seguros-Würth      | Liberty Seguros-Würth  | Liberty Seguros-Würth | Liberty Seguros-Würth | Liberty Seguros-Würth |
| -------------------------- | ---------------------- | --------------------- | --------------------- | --------------------- |
| Nr                         |                        | Ålder                 |                       | Position              |
| 91                         | Roberto Heras          | 31                    | Spanien               | 45                    |
| 92                         | Joseba Beloki          | 31                    | Spanien               | 75                    |
| 93                         | Alberto Contador       | 22                    | Spanien               | 31                    |
| 94                         | Allan Davis            | 24                    | Australien            | 84                    |
| 95                         | Igor González Galdeano | 31                    | Spanien               | DNF                   |
| 96                         | Jörg Jaksche           | 28                    | Tyskland              | 16                    |
| 97                         | Luis León Sánchez      | 21                    | Spanien               | 108                   |
| 98                         | Marcos Serrano         | 32                    | Spanien               | 40                    |
| 99                         | Angel Vicioso          | 28                    | Spanien               | 64                    |
| Sportdirektör: Manolo Sáiz |                        |                       |                       |                       |

| Crédit Agricole             | Crédit Agricole   | Crédit Agricole | Crédit Agricole | Crédit Agricole |
| --------------------------- | ----------------- | --------------- | --------------- | --------------- |
| Nr                          |                   | Ålder           |                 | Position        |
| 101                         | Christophe Moreau | 34              | Frankrike       | 11              |
| 102                         | László Bodrogi    | 28              | Ungern          | 119             |
| 103                         | Pietro Caucchioli | 29              | Italien         | 36              |
| 104                         | Patrice Halgand   | 31              | Frankrike       | 52              |
| 105                         | Sébastien Hinault | 31              | Frankrike       | 115             |
| 106                         | Thor Hushovd      | 27              | Norge           | 116             |
| 107                         | Sébastien Joly    | 26              | Frankrike       | 106             |
| 108                         | Andrej Kasjetjkin | 25              | Kazakstan       | 19              |
| 109                         | Jaan Kirsipuu     | 36              | Estland         | DNF             |
| Sportdirektör: Roger Legeay |                   |                 |                 |                 |

| Liquigas-Bianchi               | Liquigas-Bianchi   | Liquigas-Bianchi | Liquigas-Bianchi | Liquigas-Bianchi |
| ------------------------------ | ------------------ | ---------------- | ---------------- | ---------------- |
| Nr                             |                    | Ålder            |                  | Position         |
| 111                            | Stefano Garzelli   | 32               | Italien          | 32               |
| 112                            | Michael Albasini   | 24               | Schweiz          | 145              |
| 113                            | Magnus Bäckstedt   | 30               | Sverige          | DNF              |
| 114                            | Kjell Carlström    | 28               | Finland          | 141              |
| 115                            | Dario David Cioni  | 30               | Italien          | 54               |
| 116                            | Mauro Gerosa       | 30               | Italien          | 137              |
| 117                            | Marcus Ljungqvist  | 30               | Sverige          | 125              |
| 118                            | Luciano Pagliarini | 27               | Brasilien        | DNF              |
| 119                            | Franco Pellizotti  | 27               | Italien          | 47               |
| Sportdirektör: Stefano Zanatta |                    |                  |                  |                  |

| Cofidis – Le Crédit Par Télephone     | Cofidis – Le Crédit Par Télephone | Cofidis – Le Crédit Par Télephone | Cofidis – Le Crédit Par Télephone | Cofidis – Le Crédit Par Télephone |
| ------------------------------------- | --------------------------------- | --------------------------------- | --------------------------------- | --------------------------------- |
| Nr                                    |                                   | Ålder                             |                                   | Position                          |
| 121                                   | Stuart O'Grady                    | 31                                | Australien                        | 77                                |
| 122                                   | Stéphane Augé                     | 30                                | Frankrike                         | 121                               |
| 123                                   | Frédéric Bessy                    | 33                                | Frankrike                         | 129                               |
| 124                                   | Sylvain Chavanel                  | 26                                | Frankrike                         | 58                                |
| 125                                   | Thierry Marichal                  | 32                                | Belgien                           | 127                               |
| 126                                   | David Moncoutié                   | 30                                | Frankrike                         | 67                                |
| 127                                   | Janek Tombak                      | 29                                | Estland                           | 153                               |
| 128                                   | Cédric Vasseur                    | 34                                | Frankrike                         | 44                                |
| 129                                   | Matthew White                     | 31                                | Australien                        | 123                               |
| Sportdirektör: Francis Van Londersele |                                   |                                   |                                   |                                   |

| Quick-Step                     | Quick-Step         | Quick-Step | Quick-Step    | Quick-Step |
| ------------------------------ | ------------------ | ---------- | ------------- | ---------- |
| Nr                             |                    | Ålder      |               | Position   |
| 131                            | Tom Boonen         | 24         | Belgien       | DNF        |
| 132                            | Wilfried Cretskens | 29         | Belgien       | DNF        |
| 133                            | Kevin Hulsmans     | 27         | Belgien       | DNF        |
| 134                            | Servais Knaven     | 34         | Nederländerna | 149        |
| 135                            | Michael Rogers     | 25         | Australien    | 41         |
| 136                            | Patrik Sinkewitz   | 24         | Tyskland      | 59         |
| 137                            | Bram Tankink       | 26         | Nederländerna | 111        |
| 138                            | Guido Trentin      | 32         | USA           | 139        |
| 139                            | Stefano Zanini     | 36         | Italien       | DNF        |
| Sportdirektör: Patrick Lefèvre |                    |            |               |            |

| Bouygues Télécom                 | Bouygues Télécom | Bouygues Télécom | Bouygues Télécom | Bouygues Télécom |
| -------------------------------- | ---------------- | ---------------- | ---------------- | ---------------- |
| Nr                               |                  | Ålder            |                  | Position         |
| 141                              | Didier Rous      | 34               | Frankrike        | 82               |
| 142                              | Walter Bénéteau  | 32               | Frankrike        | 68               |
| 143                              | Laurent Brochard | 37               | Frankrike        | 28               |
| 144                              | Pierrick Fédrigo | 26               | Frankrike        | 46               |
| 145                              | Anthony Geslin   | 25               | Frankrike        | 97               |
| 146                              | Laurent Lefèvre  | 29               | Frankrike        | 117              |
| 147                              | Jérôme Pineau    | 25               | Frankrike        | 43               |
| 148                              | Matthieu Sprick  | 23               | Frankrike        | 120              |
| 149                              | Thomas Voeckler  | 26               | Frankrike        | 124              |
| Sportdirektör: Dominique Arnould |                  |                  |                  |                  |

| Lampre-Caffita                   | Lampre-Caffita         | Lampre-Caffita | Lampre-Caffita | Lampre-Caffita |
| -------------------------------- | ---------------------- | -------------- | -------------- | -------------- |
| Nr                               |                        | Ålder          |                | Position       |
| 151                              | Eddy Mazzoleni         | 31             | Italien        | 13             |
| 152                              | Gianluca Bortolami     | 36             | Italien        | DNF            |
| 153                              | Salvatore Commesso     | 30             | Italien        | 101            |
| 154                              | Gerrit Glomser         | 30             | Österrike      | DNF            |
| 155                              | David Loosli           | 25             | Schweiz        | 99             |
| 156                              | Jevgeni Petrov         | 27             | Ryssland       | DNF            |
| 157                              | Daniele Righi          | 29             | Italien        | 110            |
| 158                              | Alessandro Spezialetti | 30             | Italien        | DNF            |
| 159                              | Gorazd Štangelj        | 32             | Slovenien      | 87             |
| Sportdirektör: Fabrizio Bontempi |                        |                |                |                |

| Gerolsteiner                        | Gerolsteiner    | Gerolsteiner | Gerolsteiner | Gerolsteiner |
| ----------------------------------- | --------------- | ------------ | ------------ | ------------ |
| Nr                                  |                 | Ålder        |              | Position     |
| 161                                 | Georg Totschnig | 34           | Österrike    | 26           |
| 162                                 | Robert Förster  | 27           | Tyskland     | 151          |
| 163                                 | Sebastian Lang  | 25           | Tyskland     | 65           |
| 164                                 | Levi Leipheimer | 31           | USA          | DSK          |
| 165                                 | Michael Rich    | 35           | Tyskland     | 130          |
| 166                                 | Ronny Scholz    | 27           | Tyskland     | 91           |
| 167                                 | Fabian Wegmann  | 25           | Tyskland     | 79           |
| 168                                 | Peter Wrolich   | 31           | Österrike    | 146          |
| 169                                 | Beat Zberg      | 34           | Schweiz      | 93           |
| Sportdirektör: Hans-Michael Holczer |                 |              |              |              |

| Française des Jeux         | Française des Jeux | Française des Jeux | Française des Jeux | Française des Jeux |
| -------------------------- | ------------------ | ------------------ | ------------------ | ------------------ |
| Nr                         |                    | Ålder              |                    | Position           |
| 171                        | Bradley McGee      | 29                 | Australien         | 105                |
| 172                        | Sandy Casar        | 26                 | Frankrike          | 29                 |
| 173                        | Baden Cooke        | 26                 | Australien         | 142                |
| 174                        | Carlos da Cruz     | 30                 | Spanien            | 76                 |
| 175                        | Bernhard Eisel     | 24                 | Österrike          | 143                |
| 176                        | Philippe Gilbert   | 23                 | Belgien            | 70                 |
| 177                        | Thomas Lövkvist    | 21                 | Sverige            | 61                 |
| 178                        | Christophe Mengin  | 36                 | Frankrike          | DNF                |
| 179                        | Francis Mourey     | 24                 | Frankrike          | 94                 |
| Sportdirektör: Marc Madiot |                    |                    |                    |                    |

| Domina Vacanze                 | Domina Vacanze        | Domina Vacanze | Domina Vacanze | Domina Vacanze |
| ------------------------------ | --------------------- | -------------- | -------------- | -------------- |
| Nr                             |                       | Ålder          |                | Position       |
| 181                            | Serhij Hontjar        | 35             | Ukraina        | DNF            |
| 182                            | Alessandro Bertolini  | 33             | Italien        | 113            |
| 183                            | Alessandro Cortinovis | 27             | Italien        | 98             |
| 184                            | Angelo Furlan         | 28             | Italien        | DNF            |
| 185                            | Andrij Grivko         | 21             | Ukraina        | 78             |
| 186                            | Maksim Iglinskij      | 24             | Kazakstan      | 37             |
| 187                            | Jörg Ludewig          | 29             | Tyskland       | 38             |
| 188                            | Rafael Nuritdinov     | 28             | Uzbekistan     | 147            |
| 189                            | Alessandro Vanotti    | 24             | Italien        | 133            |
| Sportdirektör: Vittorio Algeri |                       |                |                |                |

| Euskaltel-Euskadi             | Euskaltel-Euskadi | Euskaltel-Euskadi | Euskaltel-Euskadi | Euskaltel-Euskadi |
| ----------------------------- | ----------------- | ----------------- | ----------------- | ----------------- |
| Nr                            |                   | Ålder             |                   | Position          |
| 191                           | Iban Mayo         | 27                | Spanien           | 60                |
| 192                           | Iker Camaño       | 26                | Spanien           | 69                |
| 193                           | Unai Etxebarria   | 32                | Venezuela         | 150               |
| 194                           | Íker Flores       | 28                | Spanien           | 155               |
| 195                           | David Herrero     | 25                | Spanien           | DNF               |
| 196                           | Iñaki Isasi       | 28                | Spanien           | 122               |
| 197                           | Íñigo Landaluze   | 28                | Spanien           | 100               |
| 198                           | Egoi Martínez     | 27                | Spanien           | 48                |
| 199                           | Haimar Zubeldia   | 28                | Spanien           | 15                |
| Sportdirektör: Julián Gorospe |                   |                   |                   |                   |

| Ag2r Prévoyance               | Ag2r Prévoyance    | Ag2r Prévoyance | Ag2r Prévoyance | Ag2r Prévoyance |
| ----------------------------- | ------------------ | --------------- | --------------- | --------------- |
| Nr                            |                    | Ålder           |                 | Position        |
| 201                           | Jean-Patrick Nazon | 28              | Frankrike       | DNF             |
| 202                           | Mikel Astarloza    | 25              | Spanien         | 27              |
| 203                           | Sylvain Calzati    | 26              | Frankrike       | DNF             |
| 204                           | Samuel Dumoulin    | 24              | Frankrike       | 114             |
| 205                           | Simon Gerrans      | 25              | Australien      | 126             |
| 206                           | Stéphane Goubert   | 35              | Frankrike       | 34              |
| 207                           | Jurij Krivtsov     | 26              | Ukraina         | 90              |
| 208                           | Nicolas Portal     | 26              | Frankrike       | 88              |
| 209                           | Ludovic Turpin     | 30              | Frankrike       | 96              |
| Sportdirektör: Laurent Biondi |                    |                 |                 |                 |